# Hemiphragmoceratidae
Famille
Les Hemiphragmoceratidae sont une famille fossile de Céphalopodes nautiloïdes du Silurien de l'ordre fossile des Oncocerida. Ils sont caractérisés par des ouvertures à visière élaborée dans lesquelles le sinus hyponomique des spécimens matures est sur un processus en forme de bec. Il peut y avoir des saillants latéraux et dorsaux. Les coquilles sont comprimées avec la partie apicale courbée et la partie antérieure droite. Les siphucles sont nummuloïdes avec des segments sphéroïdaux élargis et des intérieurs continuellement actinosiphonés.
Les Hemiphragmoceratidae descendent probablement des Oncoceratidae et sont connus depuis le Silurien moyen et supérieur, mais peuvent s'étendre jusqu'au Dévonien moyen (Sweet, 1964)[réf. nécessaire]. Ils sont similaires, en ce qui concerne leurs ouvertures resserrées et ornées, aux Trimeroceratidae exogastriques du Silurien moyen et aux Discosoridés Phragmoceratidae siluro-dévoniens (Teichert, 1964).

## Liste des genres
Selon GBIF (26 mars 2024) :
- † Conradoceras Foerste, 1926
- † Hemiphragmoceras Hyatt, 1900
- † Hexameroceras Hyatt, 1884
- † Octamerella Teichert & Sweet, 1962
- † Octameroceras Hyatt, 1900
- † Tetrameroceras Hyatt, 1884

## Classificatiion
Le nom valide de ce taxon est Hemiphragmoceratidae Foerste (d), 1926.